# Knopperdisk
Knopperdisk este o distribuție de Linux Gentoo. A fost special făcută pentru stickuri și dischete. Knopperdisk are o interfață minimalistă, sub formă de text, și este folosit de regula pentru recuperarea datelor.

## Legături externe
- Site oficial Arhivat în 30 iunie 2005, la Wayback Machine.
- Knopperdisk la DistroWatch